# Kristijonas Bartoševičius
Kristijonas Bartoševičius (* 23. August 1987 in Vilnius) ist ein ehemaliger litauischer konservativer Politiker und Seimas-Mitglied.

## Leben
Nach dem Abitur 2006 an der Jonas-Basanavičius-Mittelschule Vilnius in Naujamiestis schloss Kristijonas Bartoševičius von 2006 bis 2010 das Bachelorstudium der Wirtschaftswissenschaft an der ISM University of Management and Economics  und von 2017 bis 2018 das Studium der Pädagogik an der Litauischen Pädagogischen Hochschule in der litauischen Hauptstadt Vilnius ab.
Von 2011 bis 2020 arbeitete als Lehrer beim Vilnius Jazz Club, von 2019 bis 2020 als Wirtschaftslehrer am  Jonas-Jablonskis-Gymnasium in Kaunas und von 2018 bis 2020 am Kaunasser KTU-Gymnasium sowie von 2018 bis 2019 am  Veršvės-Gymnasium Kaunas. Er arbeitete auch in der Union litauischer Chöre, einem der Organisatoren des Litauischen Liederfestivals (2014). Von 2012 bis 2020 war er Direktor des Knaben- und Jugendchors Ąžuoliukas.
Von 2020 bis 2023 war Kristijonas Bartoševičius Mitglied im 13. Seimas. Er war Mitglied des Ausschusses für Kultur und des Ausschusses für Zukunft.
Kristijonas Bartoševičius war Mitglied der TS-LKD.
Am 23. Januar 2023 wurde Bartoševičius mitgeteilt, dass er verdächtigt wird, mindestens 4 Minderjährige missbraucht zu haben. Zeitnah legte er sein Mandat im Seimas nieder.